# Urra=hubullu

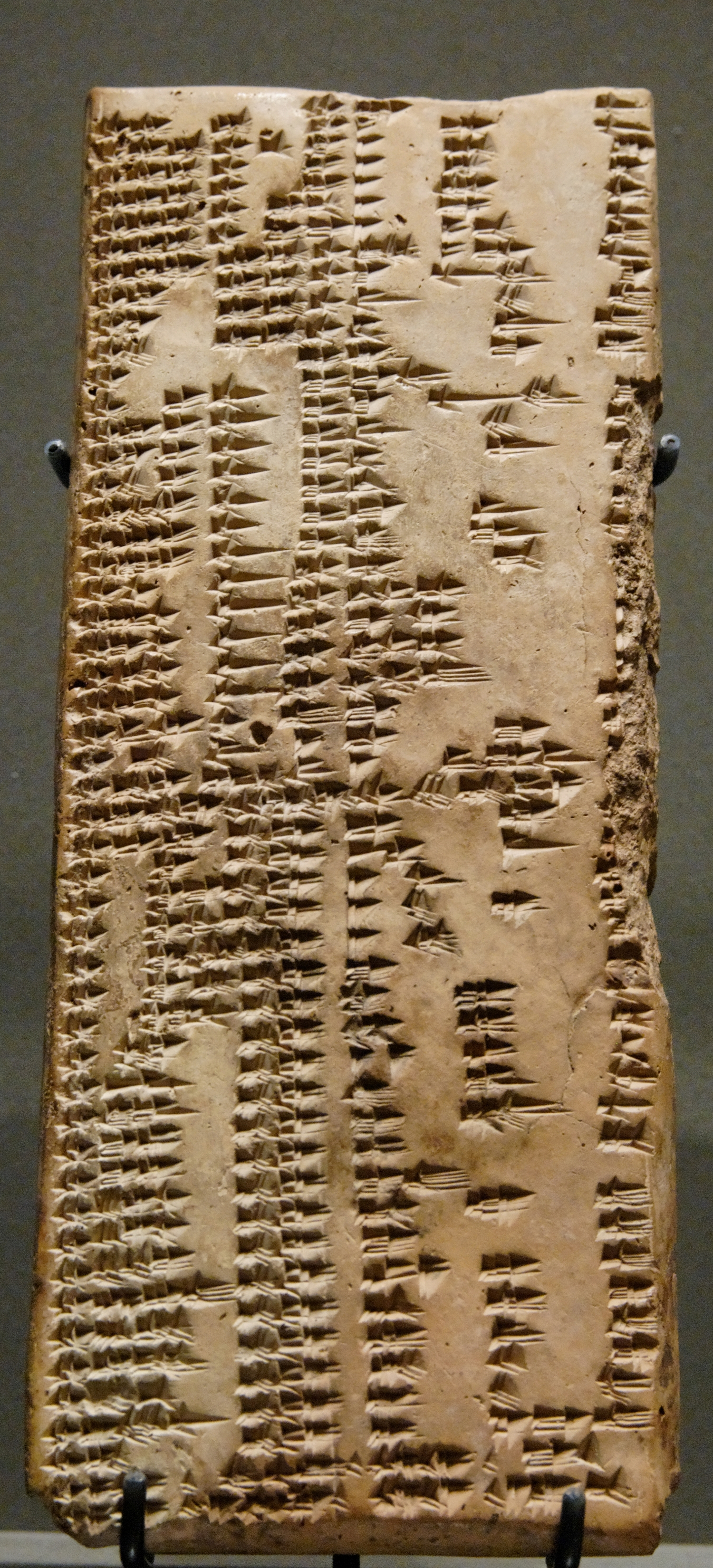
16. tabulka urra = hubullu, muzeum Louvre, Paříž

Urra = hubullu ( 𒄯𒊏 𒄷𒇧𒈝 ur 5 -ra - ḫu-bul-lu 4 ) je významný babylonský slovník nebo "encyklopedie".  Skládá se ze sumerských a akkadských lexikálních seznamů seřazených podle tématu. Kanonická verze má 24 tabulek, název je podle prvého řádku, který klade vedle sebe sumerské urra (úvěr) a akkadské hubullu jako významové ekvivalenty.
Částečný obsah: 
- Tabulka 4: lodi
- Tabulka 5: pozemní vozidla
- Tabulky 13 až 15: systematické vyjmenování názvů domácích zvířat, suchozemských zvířat a ptáků (včetně netopýrů)
- Tabulka 16: kameny
- Tabulka 17: rostliny.
- Tabulka 22: názvy hvězd

Velká část sbírky byla sestavena ve starobylém období Babylonie (počátkem 2. tisíciletí před naším letopočtem), ale její předkanonické předchůdné prameny sahají až do pozdního 3. tisíciletí. 
Stejně jako jiné kanonické glosáře byl Urra = hubullu často používán pro výuku písařů.  Jiné babylonské glosáře zahrnují: 
- Ea: rodina seznamů, které podávají jednoduché znaky systému klínového písma s jejich výslovností a akkadskými významy.  (MSL svazek 14)
- "Tabulka měr": převodní tabulky pro měření zrna, hmotnosti a povrchů. Opět není jasné, jak byly tyto tabulky užívány.
- Lú a Lú = ša, seznam profesí (MSL svazek 12)
- Izi, seznam složených slov, seřazených podle rostoucí složitosti
- Diri "se omezuje na složené logogramy, jejichž čtení nelze odvodit z jejich jednotlivých složek, zahrnuje také marginální případy, jako jsou reduplikace, přítomnost nebo nepřítomnost determinantů a podobně."  (MSL svazek 14)
- Nigga, Erimhuš a další školní texty